# Cheilea tortilis
Cheilea tortilis is een slakkensoort uit de familie van de Hipponicidae.